# 韩国荣
韩国荣（韓語：한국영，1990年4月19日—），韩国足球运动员，现效力于K聯賽1球队FC江原。

## 俱乐部生涯
2010年，韩国荣在崇实大学就读一年后即退学，东渡日本加盟J联赛球队湘南比馬。2014年，他转会加盟另一支J联赛球队柏雷素尔。

## 国家队生涯
2013年6月4日，韩国荣在2014年世界杯外围赛对阵黎巴嫩的比赛首次代表韩国国家足球队出战。2014年5月，他入选韩国队参加2014年世界杯足球赛的23人名单。